# Roberto Savarese
Pour les articles homonymes, voir Savarese.
Roberto Savarese, né le 6 août 1910 à Rome dans la région du Latium et décédé le 1er février 1996 dans la même ville, est un réalisateur et scénariste italien.

## Biographie
Roberto Savarese naît à Rome en 1910. Diplômé en économie et en commerce, il travaille dans l'industrie de la production cinématographique. Dans les années 1940, il travaille comme assistant réalisateur pour Carlo Ludovico Bragaglia et Amleto Palermi.
En 1942, il dirige en collaboration avec Ernst Marischka son premier film, la comédie italo-allemande Sette anni di felicità avec Vivi Gioi, Wolf Albach-Retty et Hans Moser dans les rôles principaux. La même année, il réalise en collaboration avec Maria Teresa Ricci (it) le film romantique La principessa del sogno qui raconte l'histoire d'amour entre une orpheline jouée par Irasema Dilián et un riche prince incarné par Antonio Centa. L'année suivante, il réalise en collaboration avec Carl Boese le film musical Lascia cantare il cuore avec le chanteur Alberto Rabagliati, Vivi Gioi et Elena Luber (de) dans les rôles principaux.
Dans les années 1950, il alterne entre la réalisation de films, le travail d'assistant-réalisateur et l'écriture de scénarios et de dialogues. En 1950, il collabore avec Camillo Mastrocinque au tournage du film sur la mafia Plus fort que la haine (Gli inesorabili). En 1951, il revient à la réalisation avec la comédie Mamma mia che impressione ou il offre à Alberto Sordi son premier rôle principal dans une comédie italienne. Il s'essaie ensuite au film d'aventures avec Dinanzi a noi il cielo, signe le film romantique Avventura in città (it) et réalise en 1958 la comédie Sergente d'ispezione avec Leonora Ruffo, Mario Riva, Enzo Doria, Franco Pastorino, Eloisa Cianni, Pina Bottin (it), Luisella Boni et Diana Dei dans les rôles principaux.
En 1960, il réalise le documentaire Battaglia sui mari consacré à la Seconde Guerre mondiale.
Il décède à Rome en 1996 à l'âge de 85 ans.

## Filmographie

### Comme réalisateur

#### Au cinéma
- 1942 : Sette anni di felicità (avec Ernst Marischka)
- 1942 : La principessa del sogno (avec Maria Teresa Ricci (it))
- 1943 : Lascia cantare il cuore (avec Carl Boese)
- 1951 : Mamma mia che impressione!
- 1957 : Dinanzi a noi il cielo
- 1958 : Avventura in città (it)
- 1958 : Sergente d'ispezione (it)
- 1960 : Battaglia sui mari

### Comme scénariste

#### Au cinéma
- 1942 : I quattro di Bir El Gobi de Giuseppe Orioli
- 1942 : Sette anni di felicità
- 1942 : La principessa del sogno (avec Maria Teresa Ricci (it))
- 1952 : La Couronne noire (La corona negra) de Luis Saslavsky (dialogues italiens)
- 1956 : Todos somos necesarios de José Antonio Nieves Conde (dialogues italiens)
- 1957 : Dinanzi a noi il cielo
- 1960 : Battaglia sui mari

### Comme assistant-réalisateur

#### Au cinéma
- 1940 : Alessandro, sei grande! de Carlo Ludovico Bragaglia
- 1941 : L'elisir d'amore d'Amleto Palermi
- 1950 : Plus fort que la haine (Gli inesorabili) de Camillo Mastrocinque
- 1953 : Le Salaire de la peur d'Henri-Georges Clouzot
- 1954 : Le Comte de Monte-Cristo (Il tesoro di Montecristo) de Robert Vernay